# کمانه میرزابگ
کمانه میرزابگ یک روستا در ایران است که در دهستان ایتیوند شمالی واقع شده‌است. کمانه میرزابگ۲ ۲۲۷ نفر جمعیت دارد.